# Marino (del av en befolkad plats i Irland)
Marino är en stadsdel i Irlands huvudstad Dublin. Antalet invånare är 11 023.